# 仮面ボクサー
『仮面ボクサー』（かめんボクサー、Masked Boxer）は、島本和彦による漫画。
『ヤング・キャプテン』（徳間書店）において1988年に連載され、1989年に描き下ろしの最終章2話を含む単行本が発売された。全5話（連載分全3話）。

## 概要
ボクシングをテーマとして『仮面ライダー』のパロディを交え、コメディの手法で描いた漫画。特撮ヒーロー番組のファンであり、石ノ森章太郎の信奉者でもある作者がその代表的作品である『仮面ライダー』をモチーフに、やはり敬愛する『あしたのジョー』に代表されるボクシング漫画を描いた異色作である。
執筆のきっかけは『週刊少年サンデー』編集部からの「マニアックなボクシング物」と言うリクエストである。しかしサンデー側の要求はギャグの入らない正統派ボクシング作品と言うものであったため、そちらには『挑戦者』を執筆することとなった。そして本作品は創刊を控えた『ヤング・キャプテン」編集部からの何でもいいと言うオファーに対して連載が決まった。
『挑戦者』がサンデー側の要求に応えた、きわめてギャグ要素の少ないシリアスなボクシング漫画であったのに対し、並行して執筆された本作品はパロディ元である『仮面ライダー』の世界観・作劇をボクシングの世界に持ち込んだギャグ漫画である。各話は主に「世界征服ジム」が日本ボクシング界に放った刺客である人間離れした能力を持つ「怪人ボクサー」達を、正義の「仮面ボクサー」が打倒するという『仮面ライダー』のフォーマットそのもので成り立っており、特に仮面ボクサーが放つ「必殺パンチ」重視の展開により、ボクシング漫画なのに打ち合いになる事すら珍しい。このように肩の凝らないギャグ漫画的作風で描かれた作品ではあるが、荒々しい描線で描かれた劇画的な拳闘描写や、最終話で特に強く示される男の生き様・有り様といったテーマ性はギャグ漫画の範疇を超えたいわゆる熱血・スポ根漫画に近いものであり、この直後の連載作品となる『逆境ナイン』以後の作風にも大きな影響を与えている。
主人公が危機に際して根性や怒り、やる気、思い込みの力などで乗り切るという精神論的な作風で知られる作者だが、本作も例外ではなく主人公「仮面ボクサー」こと拳（コブシ）三四郎の精神的な爆発力によって大半の試合の趨勢が決まる。しかしこうした過去作の主人公の多くが有言実行型の熱血漢であったのに対し、本作の主人公は意志の弱い情けない男として描かれており、その意味で作者の従来のパターンを覆す作品となっている。この主人公が意志の薄弱さのために（自業自得ながら）辛酸を舐めるが、なおかつそれを克服し勝利する事が大きなカタルシスを呼ぶという本作の構成には普遍的な魅力があり、全5話の中編ながら作者の代表作として人気を得ている。
掲載誌である「ヤング・キャプテン」は「少年キャプテン」増刊として創刊された青年漫画雑誌であったが、3号で休刊。『仮面ボクサー』は創刊号から休刊まで常にヤング・キャプテンの表紙を飾る、いわゆる看板漫画であったが、休刊にともない敵である怪人ボクサー残り1体を残し未完のまま掲載先を失った。この後単行本化に際し、作者は前・後編126ページに及ぶ最終章を描き下ろし物語を完結に至らせている。このページ数はヤング・キャプテン掲載分全話の合計よりさらに22ページ多いという膨大な量であり、当時1作品のための増補としては異例の分量であったと担当編集者のササキバラ・ゴウは述懐している。
単行本は「少年キャプテンコミックススペシャル」レーベルより全1巻で発売され、後2000年に同レーベルからワイド版に判型を変えて再発売されている。現在ともに絶版。2010年4月、徳間書店リュウコミックスとして再び発売される。

## パロディ性
先述の通り、本作最大の特徴はタイトル通り『仮面ライダー』を（特に連載初期において）徹底してパロディ化していることにある。世界征服を狙う悪の組織と彼らが放つ怪人、そして迎え撃つ正義のヒーローという本作の構図は『仮面ライダー』そのものである。こうしたフィクション性の強い設定を、現実味のあるボクシングという題材に絡める事で生まれるギャップが本作の魅力のひとつとなっている。
登場する敵怪人ボクサーは、その多くが『仮面ライダー』同様にモチーフを動植物に求めており、中でもカマキリボクサー、クモボクサー、コブラボクサーらは仮面ライダーシリーズを通じて知名度の高いカマキリ、クモ、コブラをモチーフにした怪人達へのオマージュとなっている。特にクモボクサーが主人公にとって最初の敵となる展開は、多くの仮面ライダーシリーズ作品での〈最初に登場する怪人はクモがモチーフになる〉という暗黙の了解をなぞったものである。こうした怪人の登場順を『仮面ライダー』に求めるオマージュは、後に作者が石ノ森の原案を得て描いた『スカルマン』において、より徹底した形で再度行なわれている。
主人公「仮面ボクサー」自身も仮面ライダーにその源流が求められ、ボクサー風のコスチュームにも関わらずバイクを主な移動手段とし、「ライダーパンチ」ならぬ「ボクサーパンチ」を必殺技としている。主役ヒーローが元は敵組織側の技術から生まれた、いわば怪人の一種でしかないという設定は『仮面ライダー』の根幹をなすものだが、本作でもやはり主人公の「仮面ボクサー」の変身セットは敵組織が作ったものであり、（表現こそ深刻ではないものの）仮面ライダーと同様の葛藤を抱えている。
『仮面ライダー』原作者である石ノ森章太郎とその作品群を敬愛する作者だけに、石ノ森独特の漫画表現に対するパスティーシュも枚挙に暇が無く、それは第1話アバンタイトルで見られるような簡潔なコマ割りから突如大胆に大ゴマになるコマ展開のリズムや、随所に見られる空白を強調した作画などに顕著である。また特に作品タイトルのロゴタイプや、必殺技「ボクサーパンチ」の度に使われる「ボクサー」の描き文字は、石ノ森作品のロゴタイプのクセをとらえて独自に描かれた高度なパスティーシュとなっている。こうした石ノ森へのリスペクトを前面に押し出した『仮面ボクサー』の完結の後、同年1989年に作者は作家人生初の石ノ森原作による作品『仮面ライダーBlack PART⊗ イミテーション・7』（石ノ森の漫画『仮面ライダーBlack』のスピンオフ作品）を描いている。
これらと比してボクシング漫画としてのパロディ要素は少ないが、階級の違いを埋めるための無理な減量がテーマとなる第2話には、『あしたのジョー』における力石徹戦の影響を見て取る事もできる。当時の担当編集者ササキバラ・ゴウは評論対談集『あしたのジョーの方程式』において『仮面ボクサー』と『あしたのジョー』とのコマ割りや人物のポーズの類似を指摘しているが、これについて作者自身は『あしたのジョー』ファンとして無意識的な影響を受けているのが原因であり、意図しての事ではないと説明している。

## あらすじ
世界制覇をもくろむ悪の組織「世界征服ジム」はその野望のために、日本ボクシングコミッショナー拳一郎を拉致・洗脳し、彼らが擁する「怪人ボクサー」を次々と認定させていった。コミッショナーの認可をたてに通常のボクシングのルールを大きく逸脱する卑怯な手段で勝ち上がり、日本ボクシング界を荒らし回る怪人ボクサー達。拳コミッショナーは息子三四郎の必死の説得によって洗脳を解かれるが、世界征服ジムの刺客の前に斃されてしまう。全てを知った三四郎は唯一手元に残った「仮面ボクサー」の変身セットを身に付け、ボクシング界の平和のため戦うことを決意する。
仮面ボクサーとなった拳三四郎は苦戦しながらも敵怪人ボクサーを次々と打ち負かしていく。かつて世界征服ジムの手先という誤解を受けた彼も、いつしか日本ボクシング界の救世主となっていた。しかし世界征服ジムは最後の切り札として、世界ヘビー級統一王者マーク・パイソンをスカウトし「ゴッドボクサー」としてデビューさせる。ゴッドボクサーの圧倒的なパワーの前に仮面ボクサーはなすすべもなく、2度の絶望的な敗戦を喫し、ついに大志を捨て失踪してしまう。
一方その頃世界征服ジムでは、自らの能力を否定された技術者エディがジムから離反するという事件が起きていた。原因となったパイソンを倒すため、エディは仮面ボクサーに協力を申し出る。夢破れた二人は手を組み、1年のトレーニングの後に再びゴッドボクサーとの対戦が実現する。
世界征服ジムの暴挙を止めるチャンスに沸き立つ周囲だったが、仮面ボクサーがこの時ひそかに暖めていた必殺技とは、己の寿命30年と引き換えに破壊力を生む「30年パンチ」であった。打てば命を削る禁断のパンチに激しく躊躇する仮面ボクサー。運命の第6ラウンドで、愛する人との別れと自分の死を覚悟して、ついに必殺の30年パンチがゴッドボクサーに炸裂する。ゴッドボクサーはノックアウトされるが、寿命を使い切ってしまった仮面ボクサーもまたリングに倒れた。
引き分けで終わるかに思われた試合だったが、30年パンチに隠された秘密によって仮面ボクサーは奇跡の復活を果たす。かくして頼みの綱であったゴッドボクサーが敗れ、世界征服ジムは解散に追い込まれた。こうして三四郎は世界征服ジムとの戦いの日々から解放されたが、しかし新たな挑戦者が現れる限り、ボクシング界を守るため、仮面ボクサーの戦いは続くのだ！

## 登場人物・団体
姓名は作中でルビや読みが書かれている者のみ、読みがなを記している。

### 日本ボクシング協会と関係者
日本ボクシング協会は実在の団体であるが、本作の登場人物はおよそ全員がいい加減な性格であるため、日本ボクシング協会も世界征服ジムにいいように振り回され、本来部外者である仮面ボクサーに頼らざるを得ない、非常にいい加減な団体として描かれている。
仮面ボクサー / 拳三四郎（コブシ -）
主人公。正体不明の仮面ボクサーとして、父の負の遺産である怪人ボクサーの変身セットを取り戻すため、世界征服ジムに挑む。
ヘッドギアをモチーフにしたマスクが特徴。試合中以外はマントを着用する。必殺技はボクサーパンチ、改造後は30年パンチ。主な移動手段はバイク。
素顔は私立鈴具（リング）高等学校ボクシング部主将を務めるボクシング少年である。男らしい根性論者である反面、人一倍意思が弱く言行不一致に陥ることも多く、自身のコンプレックスでもある。この性格ゆえ格闘者としてはトレーニング・試合問わずあきらめが早く重大な弱点となっているが、逆にここ一番という時の爆発力も凄まじく、怒りや熱情の力で数々の怪人ボクサーを葬ってきた。
拳一郎（コブシ -）
日本プロボクシングコミッショナーであり、三四郎の父。世界征服ジムの洗脳を受けて怪人ボクサーの変身セット7体を認可してしまう。洗脳が解けた後この所業を激しく悔やむも、これをもはや用済みと見たクモボクサーに襲われ殺される。
金野卵郎
体拳ジム所属の若手ボクサー。実力者ではあるがボクシングの常識が通用しない怪人ボクサーの敵ではなく、コブラボクサー・カマキリボクサーとの対戦に恐怖する。ともに仮面ボクサーの乱入によってその身を救われた。
久美子（クミコ）
姓は未出。金野卵郎の妹で、卑怯な手段で勝ち上がりひいては兄のボクシング人生を終わらせようとする怪人ボクサーを憎悪していた。仮面ボクサーをも怪人ボクサーの1体として同一視していたが、兄の窮地を救われ誤解を解く。
私生活では拳三四郎が所属するボクシング部のマネージャーでもある。三四郎に思いを寄せられるも、三四郎の仮面ボクサーとしての顔を知らない久美子は彼をただの情けない男としか思わず、親しくしつつも距離をとって接していた。仮面ボクサーとゴッドボクサーの最後の戦いを前にその正体を知り、一人の男性として三四郎を愛するようになる。
ペースケ
三四郎が自宅で飼うペットのスズメ。作者が好んで描く、極端にデフォルメされ首にプラカードを下げた鳥のデザインを踏襲している。
ファイヤー次郎
丸海老宝石ジム所属のボクサー。世界征服ジム最初の試合、カマキリボクサーのデビュー戦で対戦相手となり敗北を喫する。

### 世界征服ジム
怪人ボクサーを擁し、世界制覇を企む悪のボクシングジム。彼らの目的は広義の世界征服ではなく、ボクシング世界タイトルの（手段を問わない）奪取であった事が最終話に明らかになる。最終的に全ての怪人ボクサー変身セットを仮面ボクサーに奪われ、計画を断念し自主解散した。首領を含む4人の幹部は黒いローブとフードをまとい素顔を晒さない。各人のフードの額には「世」「界」「征」「服」の字が一字ずつ記されている。
首領
本名不明。フードを被った幹部のうち、フードに「世」と記された人物。最後まで世界征服ジムによる世界タイトル奪取に固執するも、仮面ボクサーによる怪人ボクサー全滅という現実に打ちのめされる。
怪奇クモボクサー
怪人ボクサーの1体。クモの顔を模したマスクと、拳の先から第二の腕のように長く伸びたグローブ、脇腹を覆う2対のグローブ（足と合わせてクモの歩脚の表現）が特徴。天井に張り付き、口から吐く糸で相手を拘束し、身動きできなくなった相手を打ちすえる「人間サンドバッグ」を得意技とする。しかしただ長いだけの腕形のグローブは扱いにくく、ボクシングの役に立ちにくい戦闘スタイルを本人は嫌っていた。
第1話に登場。時系列上最初の怪人ボクサー（回想シーンに登場するため、作中では4番目に登場する）。洗脳の解けた拳一郎を襲撃し人間サンドバッグで重傷を負わせるが、その場に居合わせた三四郎がとっさに編み出したボクサーパンチの前に敗北する。
怪人カマキリボクサー
怪人ボクサーの1体。カマキリの顔のマスクと羽を模したマント、巨大な鎌状のグローブが特徴。このグローブで相手の頭を刈り取るように叩きつけるパンチが得意技である。言葉の代わりに「シューッ」という奇声を発する。
第1話に登場。最初に公式戦に現れた怪人ボクサーで、数々のボクサーを葬っていったが、仮面ボクサーの捨て身のボクサーパンチに敗れる。
恐怖コブラボクサー
怪人ボクサーの1体。コブラの全身を模した巨大なマスクと、やはりコブラの頭部を模し牙のついた右手のグローブ、コブラの尾を模し鞭のように伸びる左手のグローブが特徴。マスクからのぞく人間の口にも牙状のマウスピースによって牙が生えそろっているように見える。左手の鞭で相手をからめ取り、右手の牙で攻撃する戦法を使う。言葉の代わりに「シャーッ」という奇声を発するが、日本語での会話も行なえる。
第1話に登場。金野卵郎との試合において、乱入した仮面ボクサーのボクサーパンチに敗れる。
ブロンドボクサー
怪人ボクサーの1体。長い金髪を備える美女のマスク、豊かな胸とスレンダーなボディが特徴。美しい仮面から「地上最強の美女」の異名を持つ。言葉の代わりに「ホホホホホ」という笑い声を発するが、これはマスクから発せられる録音音声である。
第2話に登場。ミニフライ級であるため、本来フェザー級の仮面ボクサーはリングで対戦するために激しい減量を行なわなければならなかった。さらにブロンドボクサーは減量を妨害するために自身が手料理を作るという作戦も実行し、三四郎も次第にブロンドボクサーに心惹かれていく。しかし決戦の試合のさ中、ボクサーパンチでマスクが剥がれ、その正体であるモヒカン刈りの貧相な「やせた兄ちゃん」の姿を晒してしまう。こうして恋心を砕かれた仮面ボクサーの怒りの猛攻を受け、ブロンドボクサーは凄絶な敗北を喫した。
食虫植物ボクサー
怪人ボクサーの1体。食虫植物サラセニアをモチーフにしたマスクが特徴。しなる植物のような変幻自在のフットワークを得意とする。その素顔は絶世の美男子で、妻帯者でありながら複数の女性を次々と甘い言葉で虜にするプレイボーイ。
第3話に登場（第1話にも1コマのみ登場）。鉄壁のディフェンスで仮面ボクサーを翻弄し、一度は勝利する。素顔を公表し一躍女性に大人気となるも、仮面ボクサーとの再戦で唯一の弱点であるグラブを狙われ、隠していた結婚指輪を観客に晒してしまう。浮き名を流した報いで、妻に子持ちである事実も暴露されショック状態に陥ったところをボクサーパンチでノックアウトされた。
ゴッドボクサー / マーク・パイソン
怪人ボクサーの1体。ヘッドギアをモチーフにし、翼があしらわれた光り輝くマスクが特徴。その正体はファイトマネーをマネージャーや妻に搾取される生活に嫌気がさしたヘビー級王者マーク・パイソンであり、地上最強とも言われるパンチ力を誇る。
第4話・第5話に登場。フェザー級の仮面ボクサーとの格の違いを見せつけ2度にわたり完勝。世界のボクシング界を荒らし回るも、特訓の末ヘビー級として蘇った仮面ボクサーと再戦。決死の必殺技30年パンチの前に敗れる。
江戸井・U作
通称エディ。世界征服ジム科学技術班長であり、渾身の自信作ゴッドボクサーのマスクを作り出すが、マーク・パイソンが身に付けているマスクが（パイソンの頭のサイズの問題による）単なる模造品であると知り、自信作を否定されたショックから世界征服ジムを裏切る。仮面ボクサーのリベンジマッチに尽力し、マスクを改造。30年パンチを放つ能力を与える。

## 仮面ボクサーの能力

### 変身セットの能力
変身セットはマスクとグローブ、マウスピースから成る。マスクはバイクの乗車用ヘルメットとして警察庁の許可が下りており、レバーやスロットル操作を行なえるグローブと合わせて、装着したままでのバイク運転が可能。このように仮面ボクサーの変身セットに込められた能力は、その大半がボクシングに無関係なものであった。
ボクサー・レーダー
マスクの額にあるランプ。敵の位置を感知する。また、ピンチになると変色してそれを知らせる。
ボクサー・イヤー
マスクの耳の部分に装備されたマイク。100メートル四方の音を聴き取る能力を持つ。
ボクサー・アイ
マスクの目の部分に装備されたアイマスク。装着者の強い決意に反応して光る。X線による透視能力も持つ。
エネルギー・マウスピース
マウスピース。詳細不明。後にエディの改造により、噛みしめることで30年パンチのカウントを行なえるようになる。
ボクサー・グローブ
グローブ。内側が粘着性になっており、物を貼り付けることができる。バイクの運転も可能。

### 必殺技
ボクサーパンチ
グローブの粘着性の特性を利用して、右手のグローブの甲に左手のグローブの掌を貼り付け、右ストレートと同時に左手をパンチの方向と垂直に引き抜き、右手のグローブをコマの要領で急回転させコークスクリュー・パンチの破壊力を得る技。
30年パンチ
エディがマスクを改造し付与したという能力。マスクの内側に寿命の残り年数がカウント表示されており、この年数と引き換えにそれだけの破壊力を持つパンチが打てるという必殺技である。エネルギー・マウスピースのひと噛みで1年分（1年パンチ）となり、ゴッドボクサーを倒すためには30年分のパンチが必要とされたことから「30年パンチ」と名付けられた。

## 関連作品
- 吼えろペン - 妖精の出したアイデアとして怪人カマキリボクサーが登場する。
- 炎のラウンド - 作者の書いたボクシング漫画の1つ。
- 挑戦者 - 作者の書いたボクシング漫画の1つ。